# ليتل سوني
ليتل سوني (بالإنجليزية: Little Sonny)‏ هو كاتب أغاني ومغني أمريكي، ولد في 6 أكتوبر 1932 في غرينسبورو في الولايات المتحدة.

## وصلات خارجية
- ليتل سوني على موقع ميوزك برينز (الإنجليزية)
- ليتل سوني على موقع أول ميوزيك (الإنجليزية)
- ليتل سوني على موقع ديسكوغز (الإنجليزية)